# Никола Спасов
Никола Асенов Спасов (15 декември 1958 – 23 ноември 2020) е български футболист и треньор по футбол. По време на състезателната си кариера, продължила от 1977 г. до 1994 г., играе като нападател за редица отбори в България и Португалия. Има 163 мача и 59 гола в А група.
Като треньор постига най-големите си успехи начело на Черно море (Варна). Извежда „моряците“ до бронзовите медали в първенството през сезон 2008/09, както и до спечелването на Купата на България и Суперкупата на България през 2015 г.

## Състезателна кариера
Спасов е юноша на Локомотив (София). Привлечен е в първия състав на „железничарите“ на 19-годишна възраст. Още в дебютния си сезон 1977/78 с клуба става шампион на България, като в хода на първенството изиграва 13 мача. Остава в Локомотив в продължение на 4 години, в които записва общо 53 мача в А група. Изиграва също един мач в КЕШ, както и 4 мача в Купата на УЕФА.
През 1981 г. преминава във втородивизионния Дунав (Русе), където за два сезона изиграва 67 мача и вкарва 30 гола в Б група. Заради добрите си изяви е привлечен в елитния Черно море. Между 1983 г. и 1986 г. е водещ реализатор на „моряците“ в първенството – вкарва 17 попадения през 1983/84, 15 през 1984/85 и 14 през 1985/86. Общо записва на сметката си 86 мача и 46 гола за Черно море в елита.
През лятото на 1986 г. Спасов облича екипа на Левски (София). Играе обаче за отбора само в летния турнир Интертото, след което напуска още преди старта на сезона в А група и преминава в Спартак (Варна). През есенния полусезон на 1986/87 вкарва 9 гола в 12 мача за „соколите“.
След като навършва допустимата възраст от 28 години за трансфер в чужбина, в началото на 1987 г. Спасов преминава в португалския Фейренсе. Играе в Португалия до лятото на 1993 г., като носи екипите още на Салгейрош, Пасош де Ферейра, Бейра Мар и Рио Аве. През сезон 1993/94 играе отново за Черно море. Приключва кариерата си на 36-годишна възраст през лятото на 1995 г. като футболист на португалския Фреамунде.

## Треньорска кариера
Треньорската кариера на Никола Спасов започва в края на 90-те години, когато води нискоразредните португалски Фреамунде и Имортал, както и испанският Верин. През 2004/05 работи в Марек (Дупница) като помощник на Велислав Вуцов, а след това е треньор на македонския Брегалница.

### Първи период в Черно море
През януари 2006 г. Спасов става помощник на Илиан Илиев в Черно море (Варна), а след това работи като асистент и при Ясен Петров. На 26 май 2007 г. Петров е уволнен след загуба с 0:2 от Спартак (Варна) в градското дерби и треньорския пост временно е поет от Спасов. Ден по-късно той извежда „моряците“ като старши треньор в последния кръг от сезон 2006/07, в който те побеждават с 2:1 като домакин Рилски спортист.
Впоследствие Спасов се сдобива с треньорски лиценз „Про“ и е утвърден за старши треньор на „моряците“. Под негово ръководство през сезон 2007/08 Черно море завършва на 5-о място в А група и стига до финал за Купата на България, който губи с 0:1 от Литекс (Ловеч). Заради това, че ЦСКА (София) не получава лиценз за евротурнирите обаче, варненци печелят правото да бъдат един от родните представители в Купата на УЕФА.
В дебютното участие на Черно море в европейския клубен турнир през сезон 2008/09, „моряците“ отстраняват андорския Сант Жулиа и израелския Макаби Нетаня, а в последния кръг преди групите отпадат от германския ФФБ Щутгарт след загуба с 1:2 като домакин и равенство 2:2 като гост. В родното първенство Спасов извежда Черно море до бронзовите медали в първенството за първи път от 56 години насам. Треньорът е уволнен от поста на 15 септември 2009 г.

### 2009–2014
След като напуска Черно море Спасов води на два пъти македонския Брегалница, а за кратко е треньор също на Светкавица (Търговище) и Спартак (Варна).

### Втори период в Черно море
След две години без работа, Спасов се завръща начело на Черно море през август 2014 г., когато заменя на поста Александър Станков. Под негово ръководство „моряците“ стигат до исторически триумф – печелят Купата на България след победа с 2:1 срещу Левски (София) на 30 май 2015 г.
На 10.06.2016 година, малко изненадващо договорът му е прекратен, защото ръководството на клуба назначава Георги Иванов-Гонзо за треньор на отбора.

### Смърт
Почива внезапно на 23 ноември 2020 г. в монтанската болница след усложнения от COVID-19.

## Успехи

### Като футболист
Локомотив (София)
- Шампион на България (1): 1977–78

### Като треньор
Черно море
- Купа на България (1): 2014–15
  - Финалист (1): 2007–08
- Суперкупа на България (1): 2015

 Царско село
- Шампион на Втора лига (1): 2018–19